# 拉維西特國家公園
18°20′N 72°20′W / 18.33°N 72.33°W

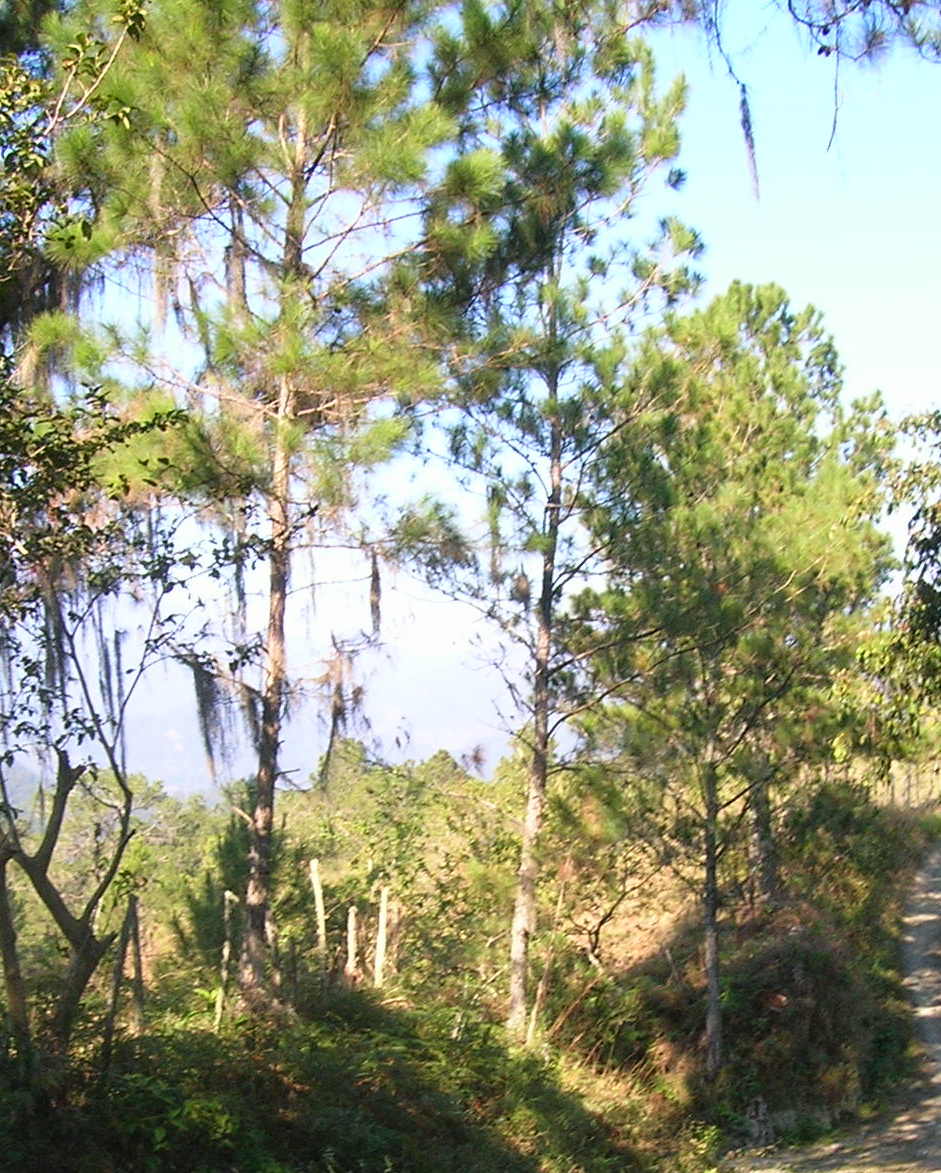

拉維西特國家公園是海地的國家公園，位於該國東南部，距離首都太子港僅22公里，成立於1983年，面積30平方公里，該地區有超過80種鳥類棲息。